# Goalball
Le goalBall est un sport de ballon qui est pratiqué par des sportifs déficients visuels (malvoyants ou non-voyants) et qui fait partie des sports paralympiques. Le goalball se joue avec 3 joueurs dans chaque équipe et le but est de lancer le ballon muni de clochettes dans le but adverse. Il a été inventé après la Seconde Guerre mondiale. Il se distingue du torball et du cécifoot, autres sports collectifs de ballon pratiqués par des sportifs déficients visuels.
Au niveau international c'est la Fédération internationale des sports pour personnes aveugles (IBSA) qui est la fédération de référence. En France, la Fédération française handisport (FFH) a reçu délégation le 31 décembre 2016 du ministère des Sports pour organiser la pratique du goalball.

## Règlement

### Règles générales
Le goalball respecte les règles établies par l’IBSA qui tient compte du handicap des joueurs.
Le jeu fait appel uniquement aux sens tactiles et auditifs. Les joueurs sur le terrain doivent porter un bandeau masquant complètement les yeux, afin de ne donner aucun avantage aux joueurs ayant une vision très partielle (mais suffisante pour se repérer). Le ballon est muni de clochettes intérieures pour que les joueurs puissent le situer. Durant le jeu, le silence est imposé aux spectateurs présents et, en cas de bruit intempestif, la partie est suspendue et ne peut pas reprendre sans l'accord des juges-arbitres.

### Terrain

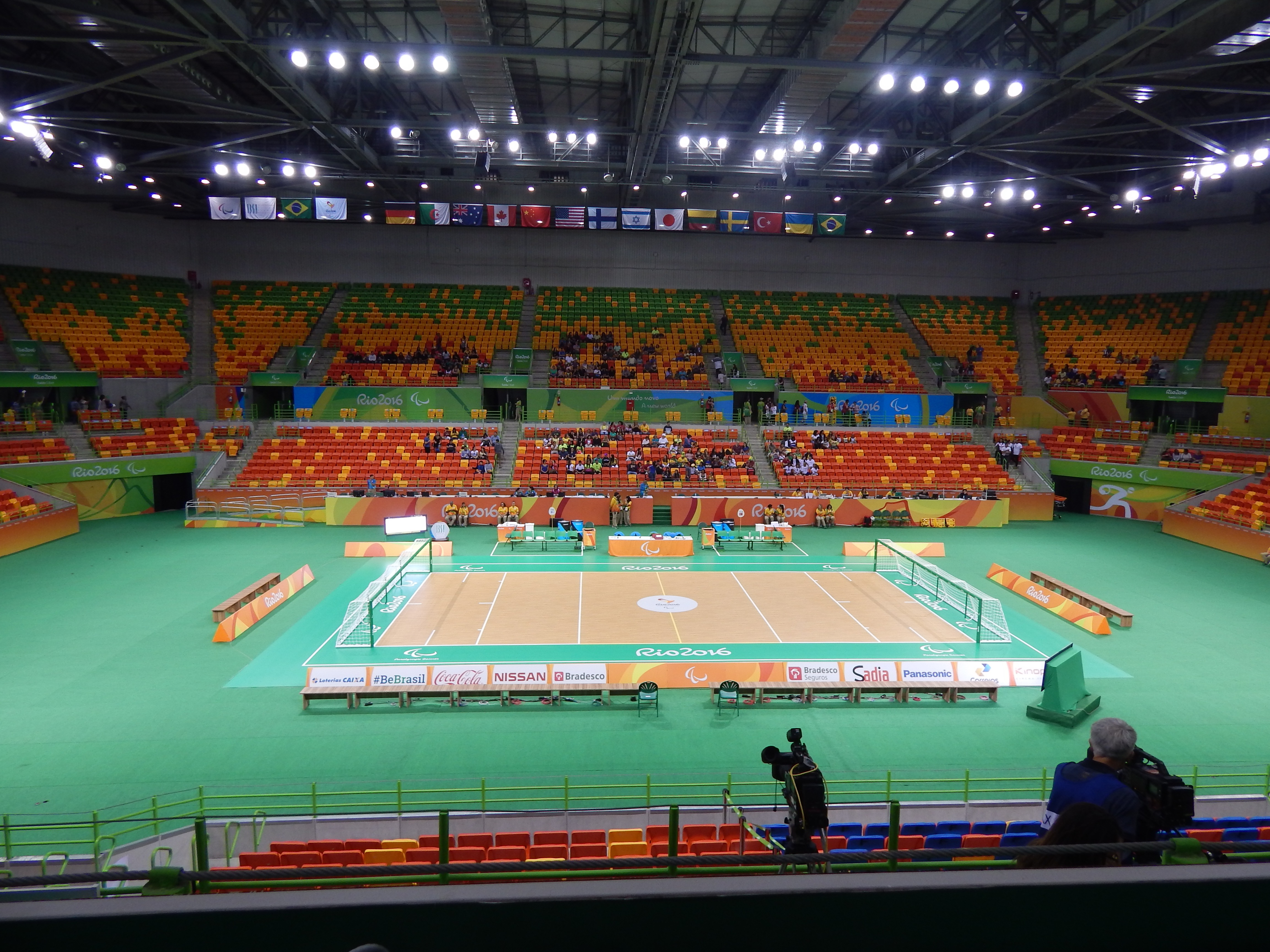
Vue générale du terrain de goalball, tracé au centre du stade couvert de la Future Arena utilisé aux Jeux paralympiques d'été de 2016 à Rio de Janeiro (Brésil).

Le goalball se joue sur un terrain plat de 18 × 9 mètres (à 5 centimètres près) dont toutes les mesures se font de son bord extérieur.
Les cages de buts s'étendent à l'extérieur du terrain et s'alignent tout le long des 9 mètres (à 5 centimètres près) de chaque extrémité du terrain ; elles mesurent 1,3 mètre en hauteur (à 2 centimètres près) et ont au minimum 50 centimètres de profondeur avant les filets. Les barres verticales et horizontales des buts doivent être rigides et circulaires ou elliptiques et leur diamètre ne doit pas dépasser 15 centimètres.
Toutes les lignes du terrain sont marquées de façon continue par un autocollant de 5 centimètres de large (à 1 centimètre près), mis en relief par un fil de 3 millimètres de diamètre (à 0,5 millimètre près) afin que les joueurs puissent les situer par leur contact au sol. La couleur de ces marques doit contraster visuellement avec celle du sol et du ballon (afin seulement de faciliter l'arbitrage car les joueurs ne peuvent évidemment pas les voir).
Le terrain est subdivisé tous les 3 mètres pour donner 6 bandes parallèles de dimensions égales, chacune donc de 3 × 9 mètres :
- La partie centrale du terrain de 9 × 6 mètres (à 5 centimètres près), est appelée zone neutre. Elle est coupée en deux bandes égales par la ligne centrale du terrain.
- De chaque côté du terrain, les deux premières zones de 3 × 9 mètres les plus proches de leur ligne de buts sont appelées les zones d'équipe, elles mesurent donc 6 × 9 mètres (à 5 centimètres près).

Chaque zone d'équipe est subdivisée en deux zones de 3 × 9 mètres (à 5 centimètres près) appelées zone de lancé et zone d'orientation.
- Chaque zone de lancé est située au bord de la zone neutre et n'a aucun autre marquage.
- Chaque zone d'orientation est située au bord de la ligne de buts.

Chaque zone d'orientation comprend des marques supplémentaires horizontales ou verticales tracées depuis leur bord vers l'intérieur de la zone :
- deux marques sont tracées sur 1,50 mètre depuis le bord du terrain, le long de la médiatrice coupant chaque bord de la zone d'orientation (elles aident les joueurs à situer tactilement la zone d'orientation) ;
- deux marques sont tracées sur 50 centimètres, le long la ligne médiatrice des deux lignes de but (elles aident les joueurs à situer tactilement le centre du terrain) ;
- deux marques parallèles plus courtes de 15 centimètres sont tracées seulement depuis la ligne séparant les zones de lancé et d'orientation et à 1,50 mètre de la bordure extérieure du terrain (elles aident les joueurs à rester dans les limites du terrain).

Hors du terrain :
- à 3 mètres de distance d'un des grands côtés, chaque équipe dispose d'un banc d'équipe délimité (de 4 mètres de long sur 3 mètres en profondeur) en face des zones de lancé où peuvent prendre place les joueurs participant à la partie.
- la table des officiels prend sa place entre les deux bancs d'équipes et face à la zone neutre au centre du terrain ;
- les autres côtés du terrain sont fermés par des barrières à au moins 3 mètres de distance, derrière lesquelles peuvent se trouver d'autres bancs (mais pour aucun des joueurs participant à la partie) pour les invités, les journalistes ou les spectateurs s'ils ne sont pas plus loin dans des tribunes).

## Classification des handicaps
Les personnes ayant une déficience visuelle sont classées en trois catégories B (pour blind),, :
| Catégorie | Observations |
| --------- | --- |
| B1        | Joueurs aveugles et sans perception de la lumière. |
| B2        | Joueurs ont une vision très basse des deux yeux, ou compte tenu de leur acuité visuelle (acuité visuelle <2/60 ; LogMAR 1,5-2,6 inclus), ou compte tenu de leur champ visuel (champ visuel <10 degrés de diamètre). Description de la FFH : Acuité visuelle ne dépassant pas 1/30e après correction ou champ visuel ne dépassant pas 5°.                                                                |
| B3        | Les joueurs ont une basse vision des deux yeux, mais plus de vision que les joueurs B2. La vision est affectée ou compte tenu de leur acuité visuelle (acuité visuelle < 6/60 ; LogMAR 1-1.4 inclus), ou compte tenu de leur champ visuel (champ visuel < 40 degrés de diamètre). Description de la FFH : Acuité visuelle ne dépassant pas 1/10e après correction ou champ visuel ne dépassant pas 20°. |

Chaque équipe est composée de trois joueurs, qui appartiennent indifféremment à l'une des trois catégories. Par souci d'équité, les joueurs portent un bandeau sur les yeux pendant le match.
Les joueurs peuvent jouer et tirer dans toutes les positions, aussi bien debout qu'assis ou couchés au sol, tant qu'ils ne sortent pas des limites de leur zone de jeu. Les chutes étant inévitables, et les joueurs évoluant souvent au sol, la surface du terrain est donc lisse (souvent un terrain de volley-ball). Par ailleurs, les joueurs portent des genouillères et coudières pour se protéger, et des chaussures assez légères pour sentir le relief du marquage au sol. Ils peuvent porter des gants ou protections légères des mains (bien que le plus souvent ils n'en portent pas pour sentir facilement les marques au sol), et un casque léger de protection du crâne (qui ne doit cependant pas les gêner pour l'audition importante dans le jeu). Les yeux sont protégés par le bandeau.
Le nombre limité de joueurs présents simultanément sur le terrain (trois par équipe, les autres remplaçants devant rester sur leur banc d'équipe durant les phases de jeu) ainsi que le système de jeu (qui impose que le ballon touche le sol dans deux zones différentes pour valider un but) limitent les chocs dangereux entre les joueurs qui jouent autant en attaque pour tenter de marquer, qu'en défense pour capturer le ballon et situer les autres joueurs (repérés par les sons produits).

## Compétition
Le goalball était un sport de démonstration aux Jeux paralympiques de Toronto en 1976 et est devenu un sport officiel aux Jeux paralympiques de Séoul en 1988.
Le premier championnat de goalball date de 1978 et a eu lieu en Autriche.

### Compétitions internationales
- Les 4 championnats régionaux : Europe, Asie, Amériques, Afrique.
- Le championnat du monde.
- Les Jeux paralympiques : voir Goalball aux Jeux paralympiques.

### Compétitions par pays

#### En France
- Sur le plan national, des stages de découverte et de formation sont mis en place actuellement en France. Le premier open Goalball s'est tenu à Lyon le samedi 4 mars 2017 . Aucune équipe ne s'est qualifiée pour les Jeux paralympiques d'été de 2012.
- La France s'est qualifiée pour la première fois de son histoire pour les Jeux paralympiques d'été de 2024 de Paris .